# فروشگاه کنار خیابان
فروشگاه کنار خیابان (انگلیسی: The Shop Around the Corner) فیلمی در ژانر کمدی رمانتیک به کارگردانی ارنست لوبیچ است که در سال ۱۹۴۰ منتشر شد.
در سال ۲۰۱۵ بی‌بی‌سی طی نظرسنجی از ۶۲ منتقد فیلم، فهرستی از صد فیلم برتر سینمای آمریکا را تدوین و منتشر کرد که این فیلم در رده ۵۸ قرار داشت.

## خلاصه داستان
داستان فیلم درباره شرکت ماتوچاک و آقای ماتوچاک و کارمندان او است. مغازه کنار خیابان اَندرسی بِلتا در بوداپست، مجارستان می‌باشد و ...

## بازیگران
- مارگارت سولاوان
- جیمز استوارت
- فرانک مورگان
- جوزف شیلدکات
- ویلیام تریسی
- ادوین ماکسول
- چارلز هالتون
- سارا هادن
- ویلیام ادموندز